# Campbell-Napier-Railton Blue Bird
El Campbell-Napier-Railton Blue Bird fue un automóvil diseñado para batir el récord mundial de velocidad en tierra, conducido por el piloto automovilístico británico Malcolm Campbell.

## Historia

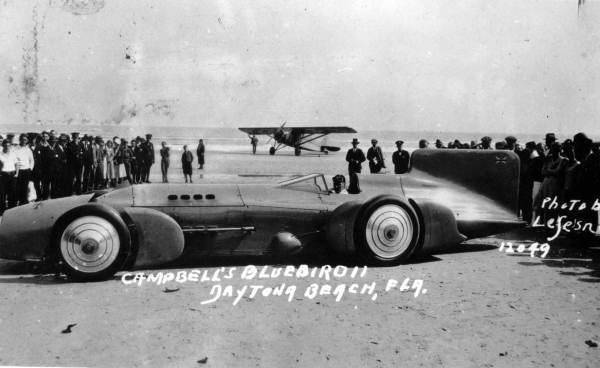
El Blue Bird en Daytona Beach (1931).

Después de la aparición del Golden Arrow de Henry Segrave, se vio claramente la necesidad de disponer de un motor de gran potencia para el Blue Bird, con un chasis y una transmisión adecuados para poder manejar el vehículo. Se utilizó un motor aeronáutico Napier Lion VIID sobrealimentado, con una potencia más de tres veces mayor que la disponible en el anterior Blue Bird, y con una gran ventaja sobre el Golden Arrow (equipado con un motor no sobrealimentado Lion VIIA de 900 hp). Esta no era la primera vez que se usaban motores sobrealimentados en automóviles de velocidad pura, pero si fue la primera vez en la que la sobrealimentación se combinaba con el enorme cubicaje de un motor aeronáutico. También se adoptó por primera vez en un vehículo de Campbell la innovadora aleta vertical estabilizadora del Golden Arrow.
Henry Segrave, el gran rival de Campbell, había muerto durante un intento de batir el récord de velocidad náutico, mientras Campbell se encontraba en Sudáfrica buscando nuevos lugares potencialmente adecuados para batir récords de velocidad en tierra. En su reaparición, Campbell presentó en Daytona su nuevo Pájaro Azul, preocupado por los desafíos estadounidenses al récord mundial. Segrave, después de todo, era británico. El 5 de febrero de 1931, Campbell batió el récord mundial, estableciendo una marca de 246 mph (396 km/h), siendo aclamado popularmente de forma unánime. En su regreso a Inglaterra fue nombrado caballero, siendo conocido desde entonces como sir Malcolm Campbell.
Un año más tarde, regresó de nuevo a los Estados Unidos, donde elevó el récord a 251 mph (404 km/h). Este récord se mantuvo durante otro año, hasta que el propio Campbell lo batió otra vez con el  Blue Bird de 1933, equipado con un motor Rolls-Royce.